# Ingo Reiffenstein
Ingo Reiffenstein (* 6. Juni 1928 in Salzburg; † 9. November 2023) war ein österreichischer Altgermanist, Mundart- und Namenforscher.

## Leben und Wirken
Ingo Reiffenstein war von 1958 bis 1968 Generalredaktor des Bayerischen Wörterbuchs der Bayerischen Akademie der Wissenschaften. Von 1964 bis 1994 war er Professor für Ältere deutsche Sprache und Literatur an der Universität Salzburg. Er war Obmann des Kuratoriums des Instituts für Dialekt- und Namenlexika der Österreichischen Akademie der Wissenschaften. Sein Arbeitsgebiet sind die österreichischen, besonders salzburgischen Mundarten und die österreichische Standardsprache. Im Jahr 1998 erhielt er den Konrad-Duden-Preis. Seit 1976 war er wirkliches Mitglied der philosophisch-historischen Klasse der Österreichischen Akademie der Wissenschaften.
Der Wissenschaftler lebte in der Salzburger Landgemeinde Dorfbeuern.

## Schriften (Auswahl)
- Salzburg. Dialektgeographie, 1955
- Das Althochdeutsche und die irische Mission im oberdeutschen Raum, 1958
- Konrad von Würzburg, Engelhard. Hrsg. von Paul Gereke. 2. Auflage, bearbeitet von Ingo Reiffenstein Niemeyer, Tübingen 1963;[3] 3. Auflage, hrsg. von Ingo Reiffenstein, ebenda 1982.
- Rechtsfragen in der deutschen Literatur des Mittelalters, 1966
- Österreichische Märchen, 1979
- Tendenzen, Formen und Strukturen der deutschen Standardsprache nach 1945, 1983
- als Hrsg.: Beiträge zur Überlieferung und Beschreibung deutscher Texte des Mittelalters. Referate der 8. Arbeitstagung österreichischer Handschriften-Bearbeiter vom 25.–28.11.1981 in Rief bei Salzburg. Göppingen 1983 (= Göppinger Arbeiten zur Germanistik, 402).
- Kistener, Kunz. In: Verfasserlexikon. 2. Auflage. Band 4, 1983, Sp. 1157–1160.
- Fort mit Dir nach Paris! Mozart und seine Mutter auf der Reise nach Paris. Herausgegeben und kommentiert von Ingo Reiffenstein, Jung und Jung, Salzburg / Wien 2005, ISBN 978-3-902497-01-7.
- (Gemeinsam mit Thomas Lindner): Historisch-Etymologisches Lexikon der Salzburger Ortsnamen (HELSON). Band 1 – Stadt Salzburg und Flachgau (= 32. Ergänzungsband der Mitteilungen der Gesellschaft für Salzburger Landeskunde), Edition Tandem, Salzburg/Wien 2015, ISBN 978-3-902932-30-3.